# Ine Barlie
Ine Barlie (ur. 31 maja 1965) – norweska zapaśniczka walcząca w stylu wolnym. Złota medalistka mistrzostw świata w 1987 i 1992; druga w 1989 i 1991; trzecia w 1990; piąta w 1997. Trzecia na mistrzostwach Europy w 1988. Triumfatorka mistrzostw nordyckich w 1990 roku.
Zdobyła 22. tytuły mistrzyni Norwegii w latach 1984−1992, 1994, 1995, 1997−2001, 2003−2005, 2008−2010; druga w 1996, 2006, 2007, 2016; trzecia w 2011 roku.
Siostrzenica Haralda Barlie, zapaśnika i czterokrotnego olimpijczyka. 